# SN 1998ag
SN 1998ag – supernowa typu Ia odkryta 25 marca 1998 roku w galaktyce A134336+0008. W momencie odkrycia miała maksymalną jasność 23,50m.